# Castillo de Culan
El castillo de Culan (en francés: Château de Culan) es un castillo-museo de Francia, con unos «Jardins médiévaux» ('jardines medievales') adyacentes de 3 hectáreas de extensión de propiedad privada (propietario Édouard Marquis, presentador de la televisión francesa), localizado en la comuna de Culan, en la región de Centro-Val de Loira. 

## Historia
El castillo de Culan está construido sobre un promontorio rocoso que domina el valle del río Arnón (paraje natural), un primer edificio de madera del que no queda nada, fue demolido en el siglo X. Un segundo edificio fue sitiado y destruido por el rey Felipe II de Francia en 1188 durante los movimientos de las guerras.
El castillo actual comenzó a construirse a finales del siglo XII, y comienzos del siglo XIII, y los trabajos de construcción continuaron hasta el siglo XV, con algunas adiciones en el Renacimiento (ventanas geminadas). Durante la sublevación de "la Fronde" (en 1651), el castillo perdió por orden del cardenal Mazarino, la parte superior de la torre del homenaje, parte de sus paredes y el «châtelet» de entrada.
El castillo de Culan ha pertenecido al almirante Culant (de 1360 hasta 1444), a Maximilien de Béthune (duque de Sully, de 1599 a 1621 y luego al príncipe de Condé. En 1663, el príncipe de Condé vendió tierras a Michel Le Tellier de Chaville, marqués de Barbezieux, cuya familia siguió siendo la propietario hasta la Revolución.
Durante la Revolución, los terrenos del castillo se compartieron entre unas pocas familias y la fortaleza fue vendida como bien nacional. El castillo fue objeto de una inscripción el 2 de marzo de 1926 y las as fachadas y cubiertas se clasificaron como monumento histórico el 2 de junio de 1956.
En el castillo se han recibido a muchos invitados famosos: Juana de Arco, Luis XI, Sully, madame de Sévigné, el novelista George Sand, "la buena señora Nohant" entró junto con Chopin o Renan. Sin embargo el general de Gaulle, en visita a Saint-Amand-Montrond después de la guerra, prefirió pasar la noche en una casa particular en la calle de la Iglesia.

## Actualmente

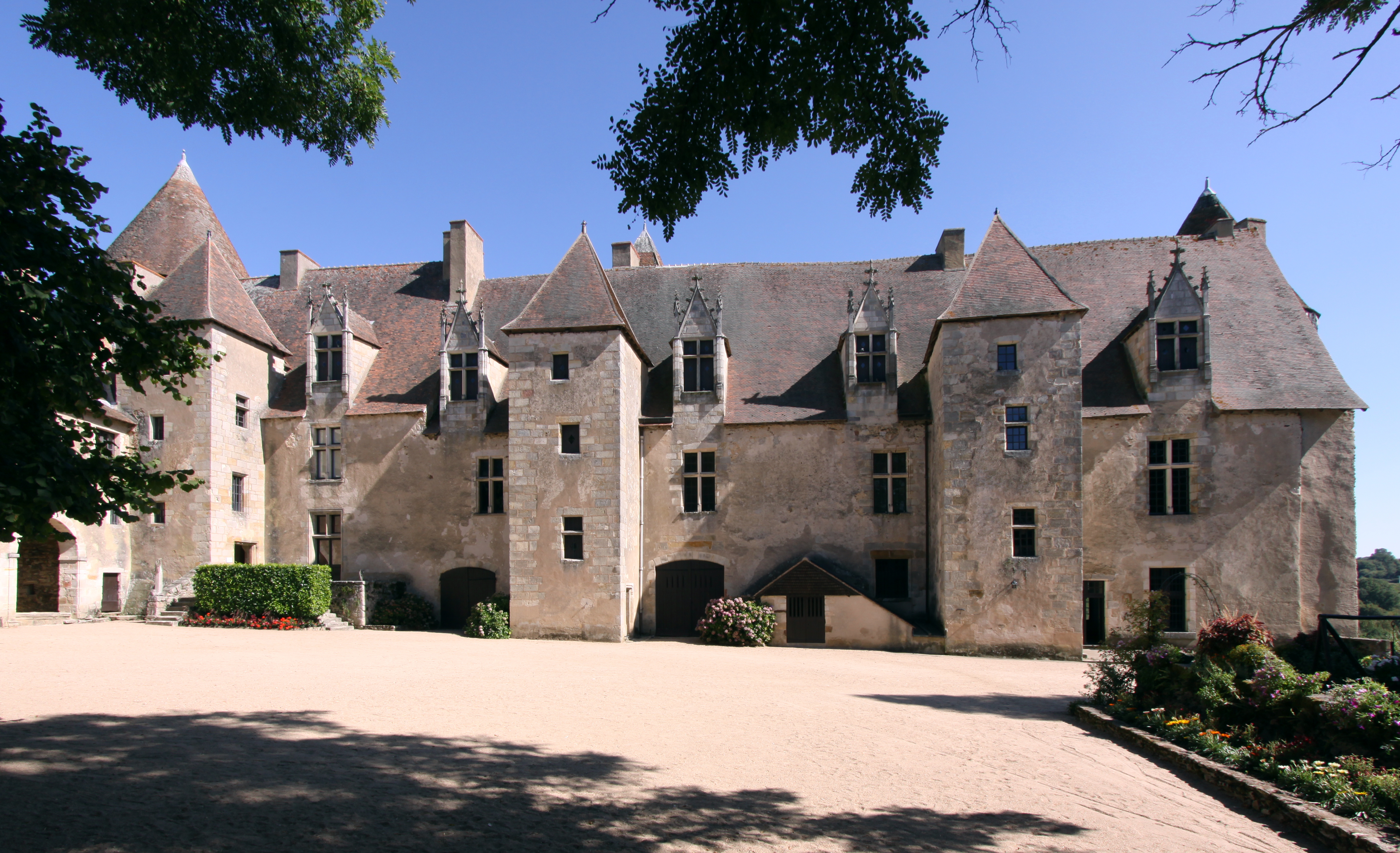
La fachada que da al patio.

El castillo Culan está en excelentes condiciones. Ha sido maravillosamente restaurado en el período de 1950 hasta 1980 por su dueño anterior, Jean Ferragut, que aquí organizó exposiciones entre otras de Picasso, Bernard Buffet, tapices flamencos, etc. Este es uno de los pocos bastiones que aún tiene sus cadalsos de madera (ver foto, esta es la parte entre las torres de techos y mampostería) que permitían arrojar piedras y otros proyectiles a los asaltantes. El castillo cuenta con hermosas y enormes chimeneas del siglo XV. Alrededor del castillo se construyeron en 1995, los «jardins médiévaux» ("jardines medievales") debido a la iniciativa de madame Alice Flament.
Actualmente Jean Pierre Marquis, el padre y Édouard Marquis (su hijo) continúan el trabajo de restauración y mantenimiento.

## Actividades en el castillo
El castillo se puede visitar todos los días de Pascua. Fines de semana medievales se organizan las últimas semanas de julio y agosto, y una docena de visitas con antorchas algunas noches de verano.

## Protección
El castillo fue objeto de varias protecciones sucesivas como monumento histórico. Se coloca por primera vez inscrito en marzo de 1926. Las fachadas y cubiertas de todo el castillo (es decir, el recinto con torres, la entrada de la puerta y la vivienda residencial) fueron objeto de una clasificación en el título de monuments historiques desde el 2 de junio de 1956.
Los jardines, y los muros exteriores están sujetos a registro a título de monumentos históricos desde el 2 de junio de 1956.

## El parque y los jardines

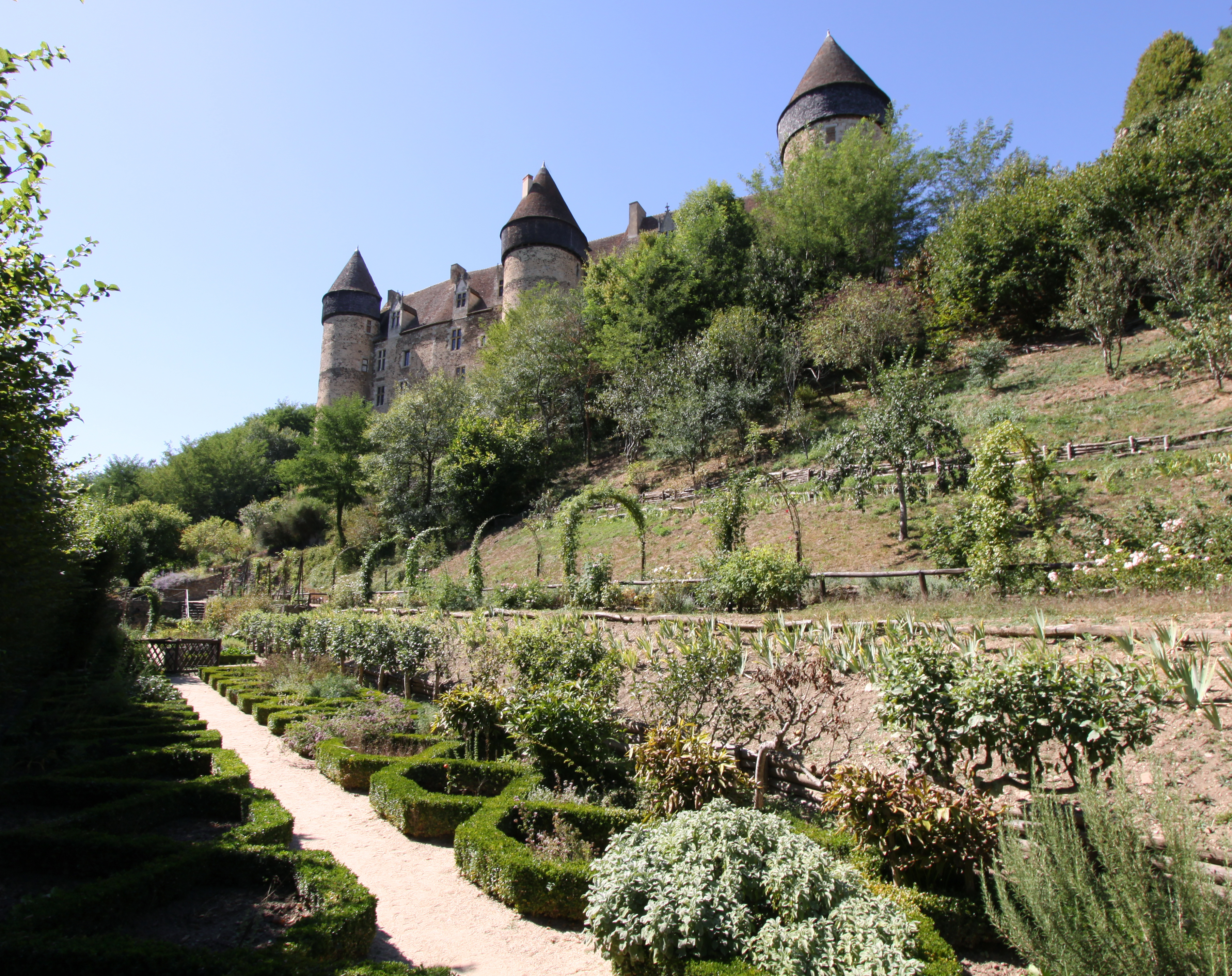
Vista de los jardines medievales del castillo de Culan.

El parque del castillo «à l'anglaise». Las características del parque, incluyen árboles maduros en grandes avenidas, con gran abundancia de tilos, robles, carpes, plátanos de sombra. 
El jardín se caracteriza por la presencia de lechos de cultivo en forma de cuadros delimitados por boj donde se cultivan plantas vivaces de temporada. Colección de plantas vivaces, Geraniums, Salvia, Hostas, Alchemilla mollis, Aster, Sedum, Hemerocallis, Anemonas.
En el sotobosque se puede observar narcisos, ciclamenes o azafranes según las estaciones del año.
Los jardines medievales son espacios que están al pie de la ladera del castillo y que protegen las plantas de hortalizas y frutas de los vientos fríos. Son un testimonio de la historia de los jardines y un reconocimiento del saber hacer en los huertos cercados de la Edad Media, con el cultivo sostenible de plantas medicinales y de frutales. También son un ejemplo del arte de los Treillages y espalderas con una colección de rosas antiguas.